# دل ریو (فلوریدا)
دل ریو (به انگلیسی: Del Rio) یک منطقهٔ مسکونی در ایالات متحده آمریکا است که در شهرستان هیلزبرو، فلوریدا قرار دارد.